# Kéked
Kéked este un sat în districtul Gönc, județul Borsod-Abaúj-Zemplén, Ungaria, având o populație de 220 de locuitori (2011). 

## Demografie
Componența etnică a satului Kéked
     Maghiari (84,38%)
     Romi (13,84%)
     Slovaci (1,79%)
Componența confesională a satului Kéked
     Romano-catolici (70,45%)
     Reformați (9,09%)
     Greco-catolici (1,36%)
     Necunoscută (19,09%)
Conform recensământului din 2011, satul Kéked avea 220 de locuitori. Din punct de vedere etnic, majoritatea locuitorilor (84,38%) erau maghiari, existând și minorități de romi (13,84%) și slovaci (1,79%).  Din punct de vedere confesional, majoritatea locuitorilor (70,45%) erau romano-catolici, existând și minorități de reformați (9,09%) și greco-catolici (1,36%). Pentru 19,09% din locuitori nu este cunoscută apartenența confesională.